# Ruisseau de la Fontaine Claus

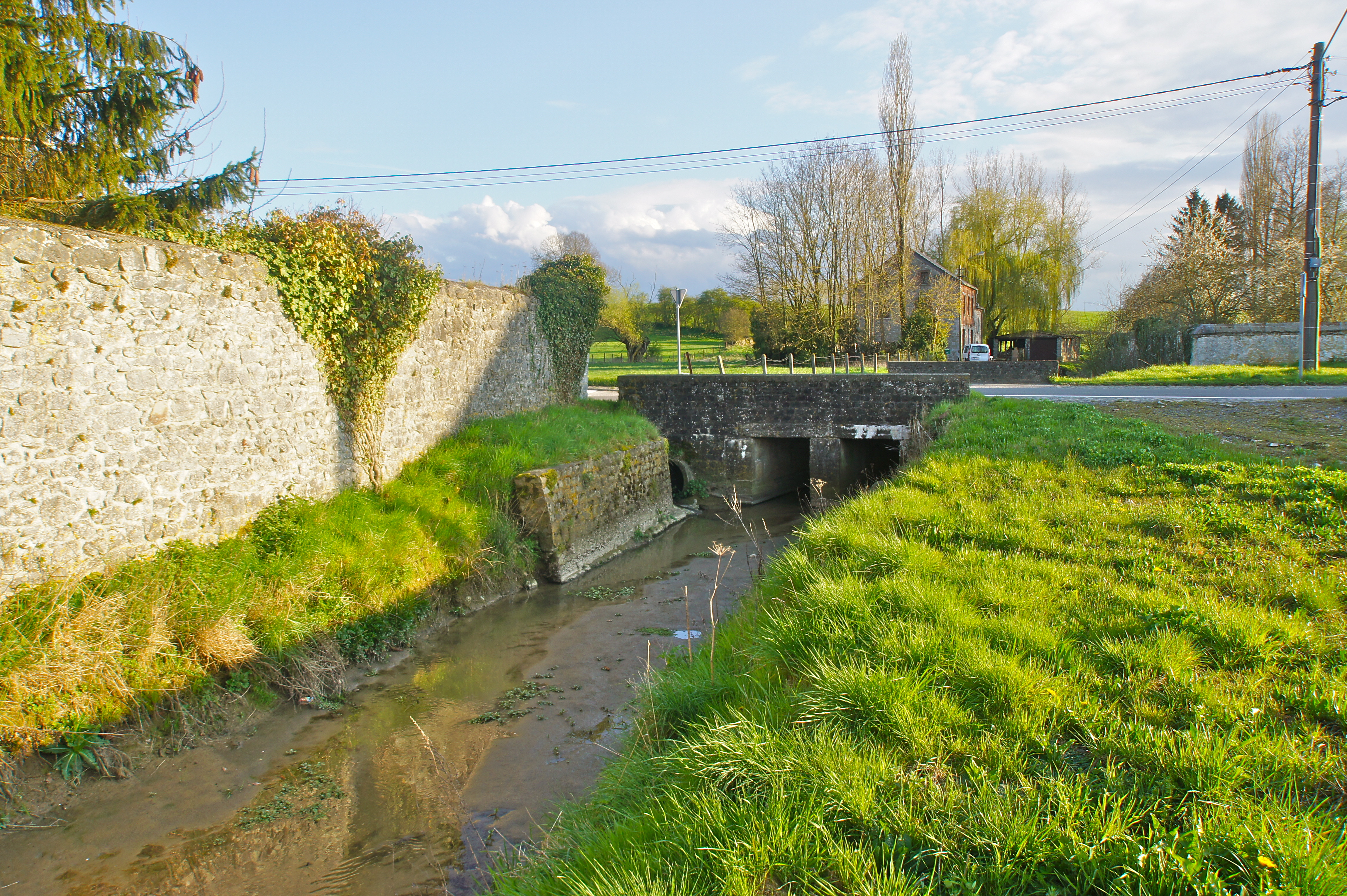
El pont de la carretera N561 sobre el Ruisseau de la Fontaine Claus

El Ruisseau de la Fontaine Claus és un afluent del Sambre.
És un riu de 4,875 km que neix a Leers et Fosteau (Thuin) i que desemboca a Fontaine-Valmont (Merbes-le-Château) a la província d'Hainaut a Bèlgica.